# Абу Мухаммад аль-Багави
Абу́ Муха́ммад аль-Хусе́йн ибн Мас‘у́д аль-Багави́, известный как аль-Ха́физ аль-Багави́ (араб. الحافظ البغوى‎;  1041 или 1044, Багшур — 1122, Мерверруд) — шейх-уль-ислам, «оживитель сунны», автор таких трудов, как «Шарх ас-Сунна», «Маалим ат-Танзиль» и «Масабих ас-Сунна». Аль-Багави родился в персидском городе Багшур, из-за чего и получил такую нисбу. Умер в городе Мерверруд.

## Биография
Его полное имя: Абу Мухаммад аль-Хусейн ибн Мас‘уд ибн Мухаммад ибн аль-Фарра аль-Багави аш-Шафии. Он изучал фикх у шафиитского улема кади Хусейна ибн Мухаммада аль-Марварузи. От аль-Багави передавали хадисы Абу Мансур Мухаммад ибн Ас‘ад аль-Аттари, Абуль-Футух Мухаммад ибн Мухаммад ат-Таи и множество других.
Самым известным из трудов аль-Багави является толкование Корана «Маалим ат-Танзиль», который более известен как «Тафсир аль-Багави». Также он является автором сборника хадисов «Масабих ас-Сунан», который затем стал известен вместе с дополнениями ат-Табризи как «Мишкат аль-масабих».